# Дом Сагировых
Дом Сагировых — ростовский памятник градостроительства и архитектуры. Здание расположено на площади Карла Маркса в историческом районе Нахичевани. Построено в конце XIX века. С 1998 года зданию присвоен статус объекта культурного наследия России регионального значения.

## История
В конце XIX — начале XX века дом Сагировых на Екатерининской площади (ныне площадь Карла Маркса) был центром общественной жизни приказчиков — служащих торговых предприятий, которые собирались здесь для общения, обсуждения профессиональных вопросов и отдыха. В советское время здание использовалось под различные административные и коммерческие нужды. Сегодня дом является объектом культурного наследия регионального значения, сохраняя важные архитектурные и исторические черты городской застройки Ростова-на-Дону.

## Архитектурные особенности
Здание представляет собой двухэтажный кирпичный дом с богато декорированным фасадом, выполненным в стиле эклектики с элементами классицизма. Верхний этаж выделяется обилием лепного декора: оконные проемы обрамлены массивными наличниками с декоративными вставками, в том числе с картушами и рельефными изображениями венков. Над окнами располагаются треугольные и лучковые сандрики, придающие ритмичность архитектурной композиции.
Отдельного внимания заслуживают крупные вертикальные панели с лепными рельефами, включающими гирлянды и центральные медальоны с барельефными изображениями. Фриз, опоясывающий здание, украшен ритмичным рядом модульонов, а угловые части фасада подчеркнуты раскрепованными пилястрами. Первый этаж имеет более сдержанную отделку, оформлен рустовкой и предназначался для коммерческих помещений.